# Eosericostoma inaequispinum
Eosericostoma inaequispinum är en nattsländeart som beskrevs av Schmid 1955. Eosericostoma inaequispinum ingår i släktet Eosericostoma och familjen Helicophidae. Inga underarter finns listade i Catalogue of Life.